# ブライアン・アライヌウエセ
ブライアン・アライヌウエセ（Brian Alainu'uese、1994年3月19日 - ）は、トップ14RCトゥーロンに所属するラグビーユニオン選手。

## プロフィール
- ニュージーランド・インバーカーギル出身[1]。
- ポジションはロック(LO)。
- 身長 202cm、体重 135kg
- U20サモア代表に選ばれたことがある[2]。
- サモア代表キャップは5(2024年10月現在）でラグビーワールドカップ2023のサモア代表に選ばれた[3]。

## 略歴
ワイカト、チーフス、グラスゴー・ウォリアーズを経て、2018年、RCトゥーロンに加入。